# Anophthalmus hitleri
Espèce
Anophthalmus hitleri est une espèce de coléoptères cavernicoles de la famille des Carabidae. Endémique de quelques grottes de Slovénie, cette espèce rare fait l'objet de braconnage à cause de son épithète spécifique donnée en hommage au dictateur nazi Adolf Hitler en 1937.

## Description

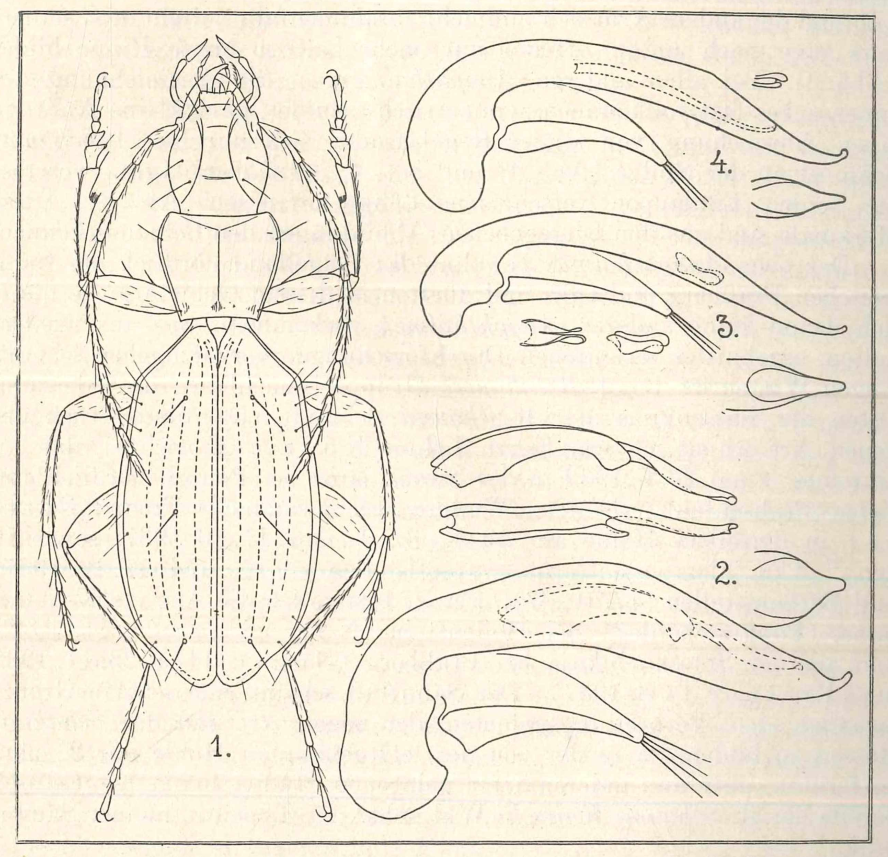
Illustrations originales d’Anophthalmus hitleri (1) et de son édéage (2) par Scheibel en 1937, auxquelles s'ajoutent les illustrations des édéages des espèces proches A. bernhaueri (3) et A. schaumi (4).

Anophthalmus hitleri est un carabe brun rougeâtre de 5 à 5,5 mm de long, à la courte pilosité à peine visible. Le mâle est brillant, la femelle est légèrement plus terne.
Sa tête est allongée et dotée de longues mandibules, l'ensemble étant environ 1,5 fois plus long que large, alors que ses fines antennes s'étendent en arrière jusqu'au milieu des élytres. Le prothorax est légèrement plus large que la tête et à peu près aussi long que large. Non cordiforme, ses côtés, à la bordure finement bordée, se rétrécissent progressivement vers l'arrière. Les fossettes basales sont larges et profondes. Ses pattes sont longues et élancées, avec des tibias sillonnés et des fémurs élargis.
Ses élytres ne sont pas tout à fait deux fois plus longues que larges et atteignent une largeur d'environ 1,5 fois celle du prothorax. Elles sont peu bombées et légèrement aplaties le long de la ligne alaire. Le métathorax est très fortement biseauté et échancré. Le bord latéral est rectiligne jusqu'au milieu de l'élytre, puis régulièrement arrondi jusqu'à l'extrémité. La ponctuation est faible.
Comme chez la plupart des insectes, la forme des organes sexuels du mâle, l'édéage, joue un rôle dans la classification. Celui d’Anophthalmus hitleri est particulièrement développé et épais tout en se courbant et en se rétrécissant brusquement vers l'extrémité.

## Écologie et répartition
Anophthalmus hitleri est une espèce strictement troglobie, c'est-à-dire vivant exclusivement dans des grottes. En conséquence, il possède les caractéristiques typiques des habitants des grottes, dites « troglomorphes », comme l'absence d'yeux et la coloration claire. Les membres de la sous-famille des Trechinae sont comme la plupart des Carabidae, des prédateurs, on suppose donc que les adultes et les larves d’Anophthalmus hitleri sont prédateurs de plus petits animaux troglophiles[réf. nécessaire].
Anophthalmus hitleri est endémique des grottes humides riches en calcaire de Slovénie. Selon Scheibel, l'espèce vit au nord de la rivière Savinja entre Mozirje et Celje. Le premier spécimen récolté, un mâle, a été capturé en 1932 dans une grotte appelée Steska jama au nord de Žalec. Les autres spécimens types proviennent de captures effectuées en 1932 et 1937 dans des grottes appelées Josefistollen et Barbara près de Mozirje, Polzela et Žalec.
L'aire de répartition d’Anophthalmus hitleri est entourée à l'est par celle d’Anophthalmus bernhaueri et au nord et à l'ouest par celle d’Anophthalmus schaumi.

Anophtalmus hitleri dans des collections entomologiques
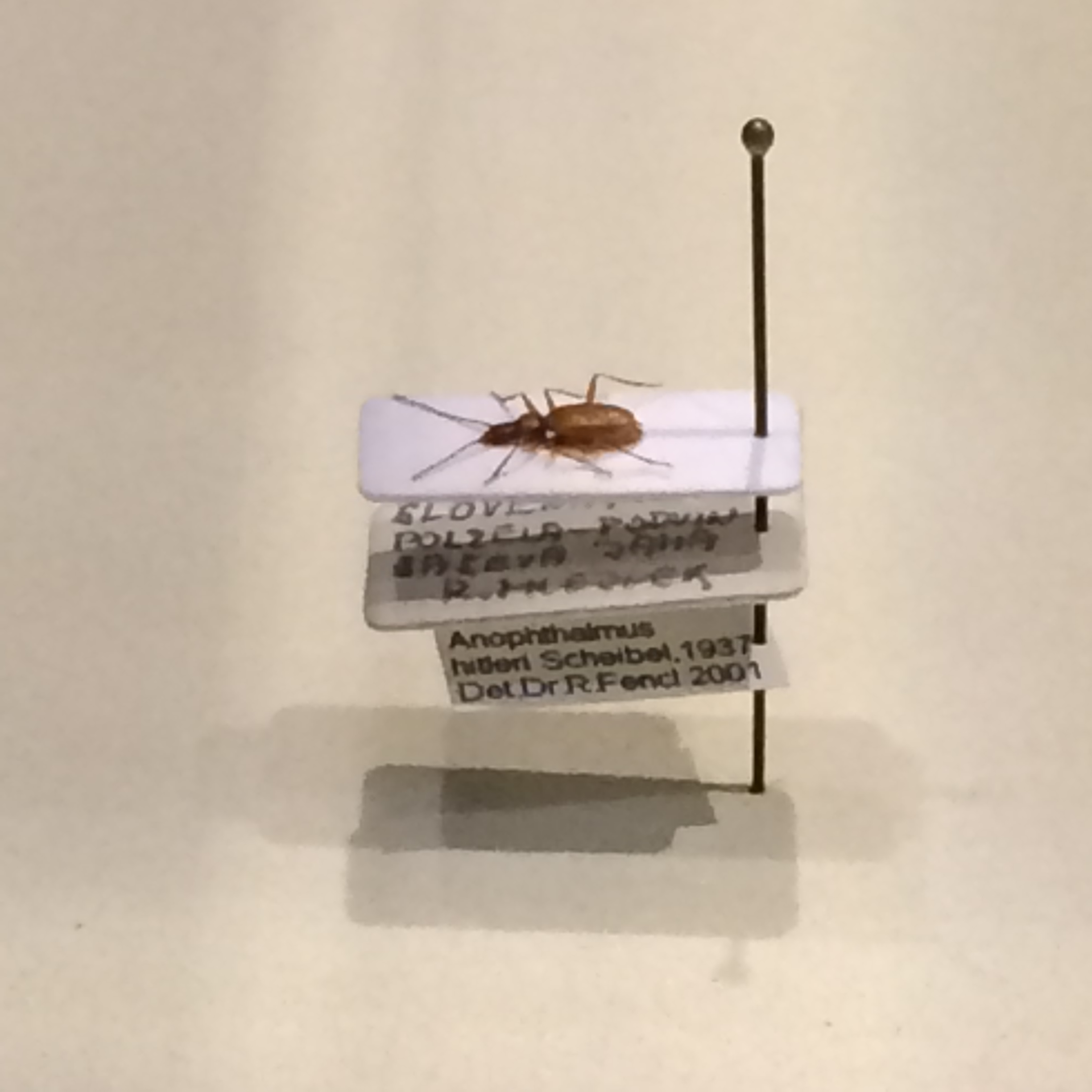
Musée national d'histoire naturelle de Stuttgart.
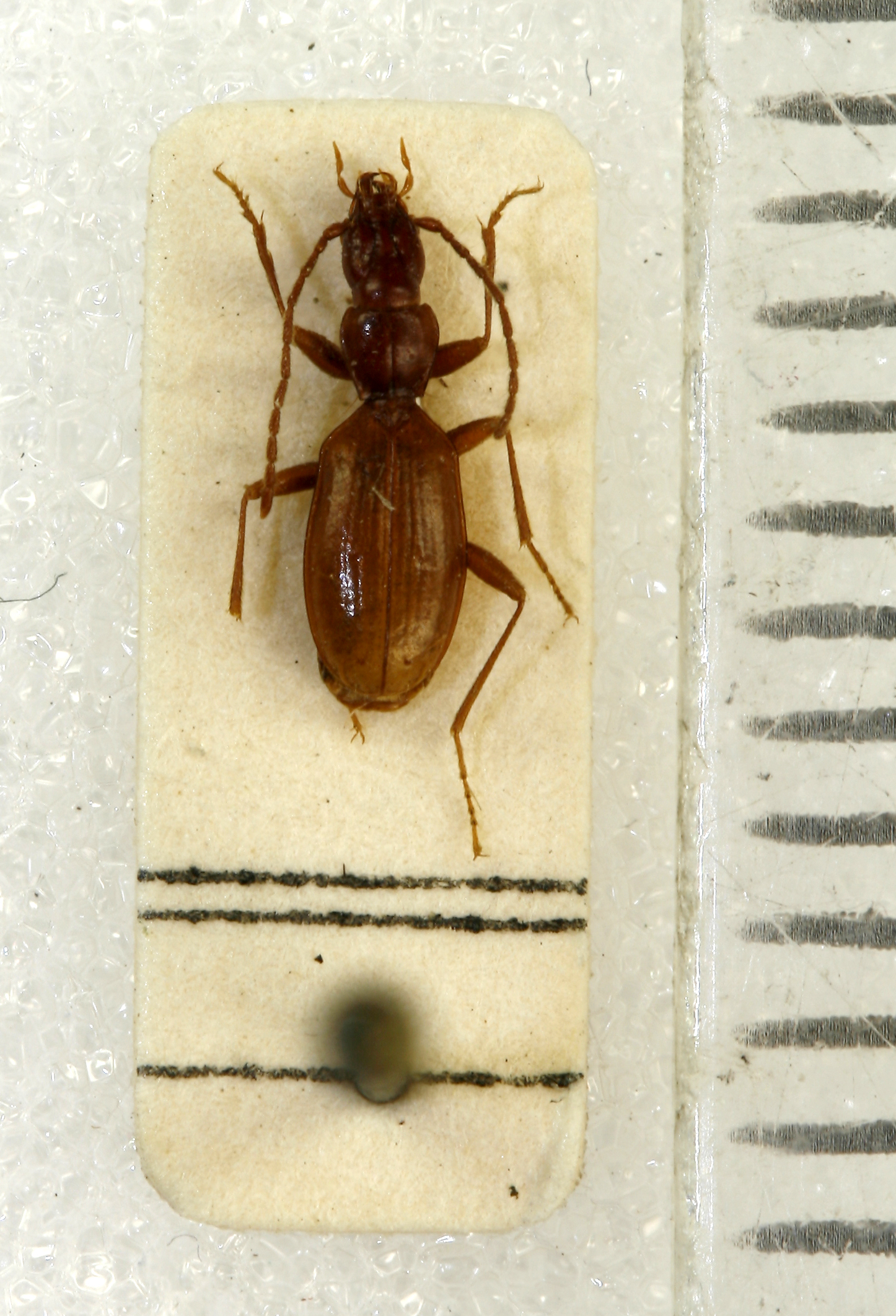
Musée d'histoire naturelle de Londres.

## Étymologie
Pour un article plus général, voir Liste d'animaux et de végétaux portant le nom d'une célébrité.
Le nom de genre Anophthalmus provient du grec ancien ὀφθαλμός / ophthalmós (« œil »), auquel est ajouté le préfixe privatif (en) ἀν- / an- : il signifie « sans yeux », en raison de l'absence d'yeux chez la quarantaine d'espèces de ce genre qui vivent dans l'obscurité perpétuelle.
L'espèce A. hitleri est décrite en 1937 par Oskar Scheibel, un ingénieur ferroviaire autrichien vivant à Zagreb et entomologiste amateur spécialiste de la sous famille des Trechinae. Il se base sur une récolte effectuée par le spéléologue slovène Vladimir Kodrič. Scheibel déclare lors de sa description donner cette épithète spécifique pour la « dédier au chancelier Adolf Hitler en tant qu'expression de [sa] vénération »,. En réponse, le Führer lui aurait envoyé une lettre pour lui montrer sa gratitude.

### Noms similaires
Il ne s'agit pas de la seule espèce portant un hommage à Hitler. Un insecte fossile de l'ordre des Paléodictyoptères s'est vu attribuer le nom Rochlingia hitleri en 1934, également en l'honneur du magnat de l'acier Hermann Röchling, un virulent antisémite. Parmi le panthéon des taxons érigés à la gloire des dictateurs, il existe également la ronce Rubus mussolinii pour Benito Mussolini, un nom aujourd'hui considéré comme synonyme de Rubus ulmifolius ; le genre de dinosaures Jenghizkhan pour Genghis Khan ; la musaraigne africaine Crocidura attila pour Attila et encore le genre de papillon de nuit Caligula pour Caligula.

### Raisons de sa conservation
L'éponymie, c'est-à-dire le fait donner le nom d'une personne à un taxon, est la plupart du temps un hommage qui permet son immortalisation. Hitler représente depuis la seconde moitié du XXe siècle le mal incarné ; par conséquent, conserver cette dédicace peut choquer. Cependant, quelle que soit l'idéologie du descripteur, le code international de nomenclature zoologique dont les bases sont édictées par Carl von Linné ne permet pas de changer une épithète spécifique, la primauté allant toujours à la première description. Le fait que certains regrettent cette reconnaissance pour des personnes jugées immorales à travers des espèces vivantes qui n'ont rien à voir avec ces considérations humaines est un sujet complexe qui fait l'objet de discussions permanentes et qui va bien au-delà du microcosme social scientifique. Le consensus actuel est d’offrir cette possibilité au descripteur.
Du point de vue slovène, en dehors d'une seule représentation sur un timbre postal de l'ex-Yougoslavie en 1984, le nom de ce coléoptère est considéré comme une erreur historique infamante.

## Braconnage
En raison de son nom, Anophthalmus hitleri est braconnée en tant qu'objet de collection, les personnes intéressées étant moins des collectionneurs d'insectes classiques qui s'intéressent aux caractéristiques spécifiques ou esthétiques de l'animal, que des collectionneurs de souvenirs nazis,. Cela la met en danger d'extinction,.